# Front Mission
Front Mission (フロントミッション?, Furonto Misshon) è un videogioco di ruolo strategico creato da G-Craft per Super Nintendo, distribuito in Giappone da Square il 24 febbraio 1995, è il capostipite dell'omonima serie di videogiochi.
Nell'ottobre del 2003 in Giappone è stato realizzato un remake del videogioco (Front Mission 1st) per PlayStation, rifacimento a sua volta soggetto ad una conversione per Nintendo DS nel 2007, quest'ultima distribuita anche in Nord America.

## Trama
Ambientata nel 2090, la storia Front Mission ha luogo nello Huffman Island, un fittizio atollo dell'Oceano Pacifico.
Formatasi a seguito dell'attività vulcanica a sud della costa occidentale messicana, l'isola viene occupata nel 2020 dagli USN (United States of the New Continent), nazione formata dai vari stati dei due subcontinenti americani, dopo l'abbandono di questi ultimi delle Nazioni Unite (postesi precedentemente al controllo dell'isola).
L'Oceania Cooperative Union (OCU) (alleanza tra le nazioni dell'estremo oriente asiatico e l'Australia, creatasi nel 2025) contesterà il dominio della nazione rivale quando le due superpotenze colonizzano l'isola nel 2065, provocando il primo Huffman Conflict nel 2070, conclusosi con la divisione dell'isola in due metà in una sorta di Guerra Fredda.
Una fragile pace è mantenuta sino alla Huffman Crisis del 2086, quando una serie di schermaglie getta l'isola nel caos. La tensione culminerà con una nuova guerra quando, nel giugno del 2090, l'OCU verrà incolpata del Larcus Incident.

## Modalità di gioco
Antesignano di titoli quali Final Fantasy Tactics e Bahamut Lagoon riprendendo una giocabilità vista in Tactics Ogre, Front Mission pone di fronte ad una struttura da videogioco di ruolo tattico elementi legati all'ambientazione mecha.
I combattimenti si svolgono a turni in una griglia isometrica dove il giocatore comanda il proprio gruppo.
Un ruolo centrale è rivestito dai wanzer, sorta di carri armati bipedi formati da quattro componenti: Corpo, Braccio Sinistro, Braccio Destro, Gambe, ciascuno dotato di una propria barra di salute che condiziona una determinata azione che all'azzeramento della suddetta barra verrà impossibilitata (rispettivamente Gambe = movimento, Braccia = utilizzo dell'arma relativa, Corpo = stato generale del wanzer).

## Colonna sonora
La colonna sonora di Front Mission è frutto del lavoro sinergico di Noriko Matsueda, qui al suo debutto come compositrice di videogame (sarà nota in seguito per la colonna sonora di Final Fantasy X-2) e Yōko Shimomura (Parasite Eve, Kingdom Hearts).